# Venus de Willendorf
La Venus de Willendorf, també coneguda com la Dona de Willendorf, és una estatueta d'una figura femenina d'11,1 cm d'alçada, descoberta en un jaciment paleolític proper a Willendorf, Àustria, el 1908 per l'arqueòleg Josef Szombathy. Està esculpida en pedra calcària paleolítica que no és local de la regió, i pintada amb vermell ocre. La Venus de Willendorf es conserva al Museu d'Història Natural de Viena.
El 1990, després d'una revisió d'anàlisi de l'estratigrafia del lloc, es va estimar que havia estat esculpida entre 22.000 i 24.000 anys enrere, durant el Gravetià. Es coneix molt poca cosa del seu origen, mètode de creació o significat cultural.
La Venus no és un retrat realista sinó una idealització de la figura femenina. La vulva, els pits i el ventre són molt pronunciats, suggerint una forta connexió amb la fertilitat. Els braços, molt fràgils i gairebé imperceptibles, es dobleguen sobre els pits, no té una cara visible i el cap està cobert pel que podrien ser trenes, ulls o un tipus de pentinat.
El sobrenom amb el qual és coneguda causa un cert rebuig a alguns estudiosos actuals, que no veuen la semblança d'aquesta figura obesa amb la imatge clàssica d'una Venus. Segons Christopher Witcombe, professor de la Sweet Briar College de Virgínia, "la identificació irònica d'aquestes figures com a 'Venus' va satisfer certs conceptes de l'època sobre els primitius, sobre les dones, i sobre el sentit estètic." Al mateix temps, altres autors tenen reticències a identificar-la com la deessa Mare Terra de la cultura europea del Paleolític. Alguns suggereixen que la seva corpulència vol representar un estatus social elevat en una societat caçadora-recol·lectora, i que a més a més de la seva òbvia referència a la fertilitat, podria ser també un símbol de seguretat i èxit.
Els peus de l'estàtua no estan esculpits de forma que es mantingui dempeus per si mateixa. Això ha portat a especular que havia estat pensada per ser portada per algú en comptes de simplement ser observada, podent ser tan sols un amulet de bona sort.
Després del descobriment d'aquesta figura, se n'han trobat altres de semblants que també han rebut el nom de Venus.

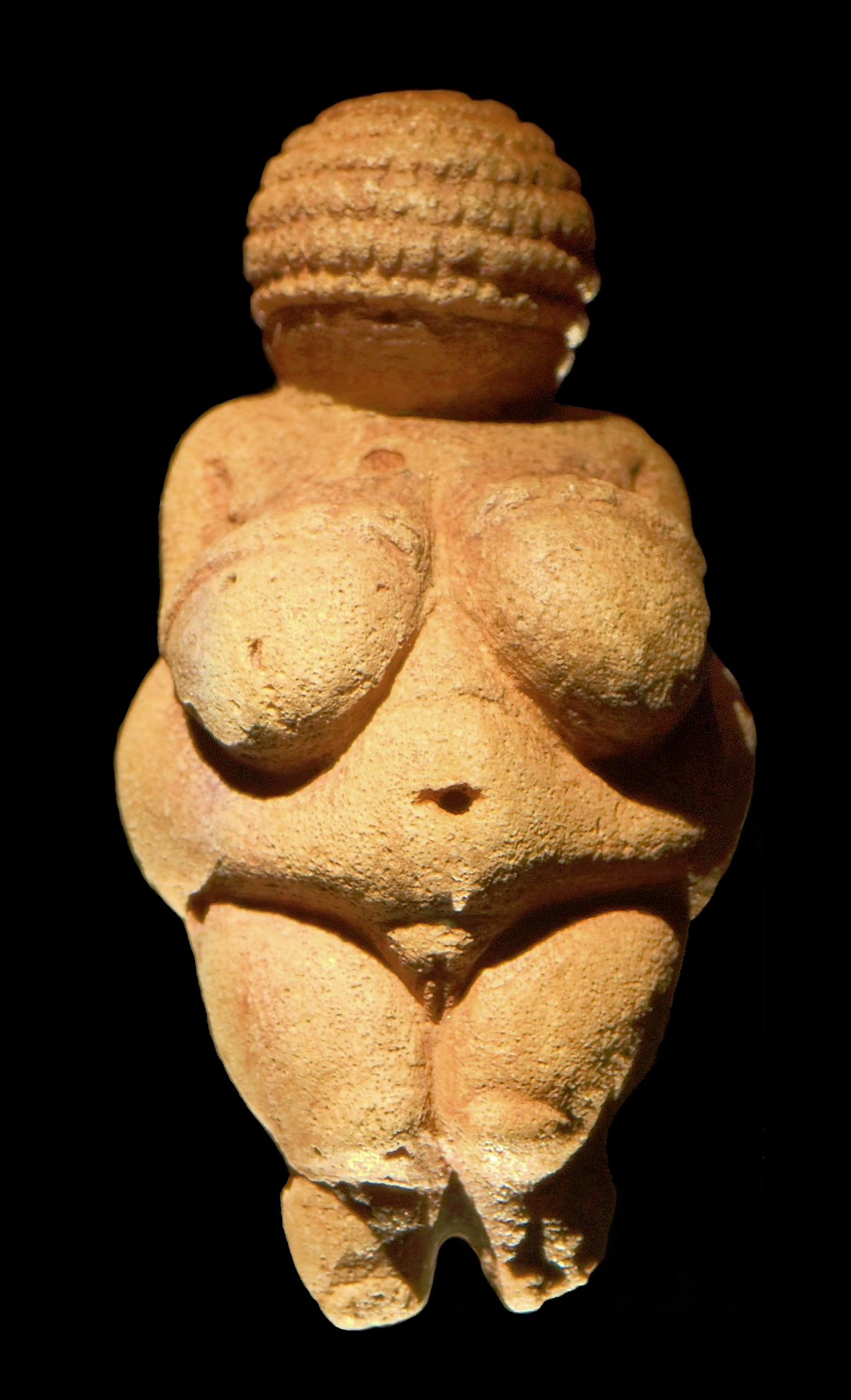
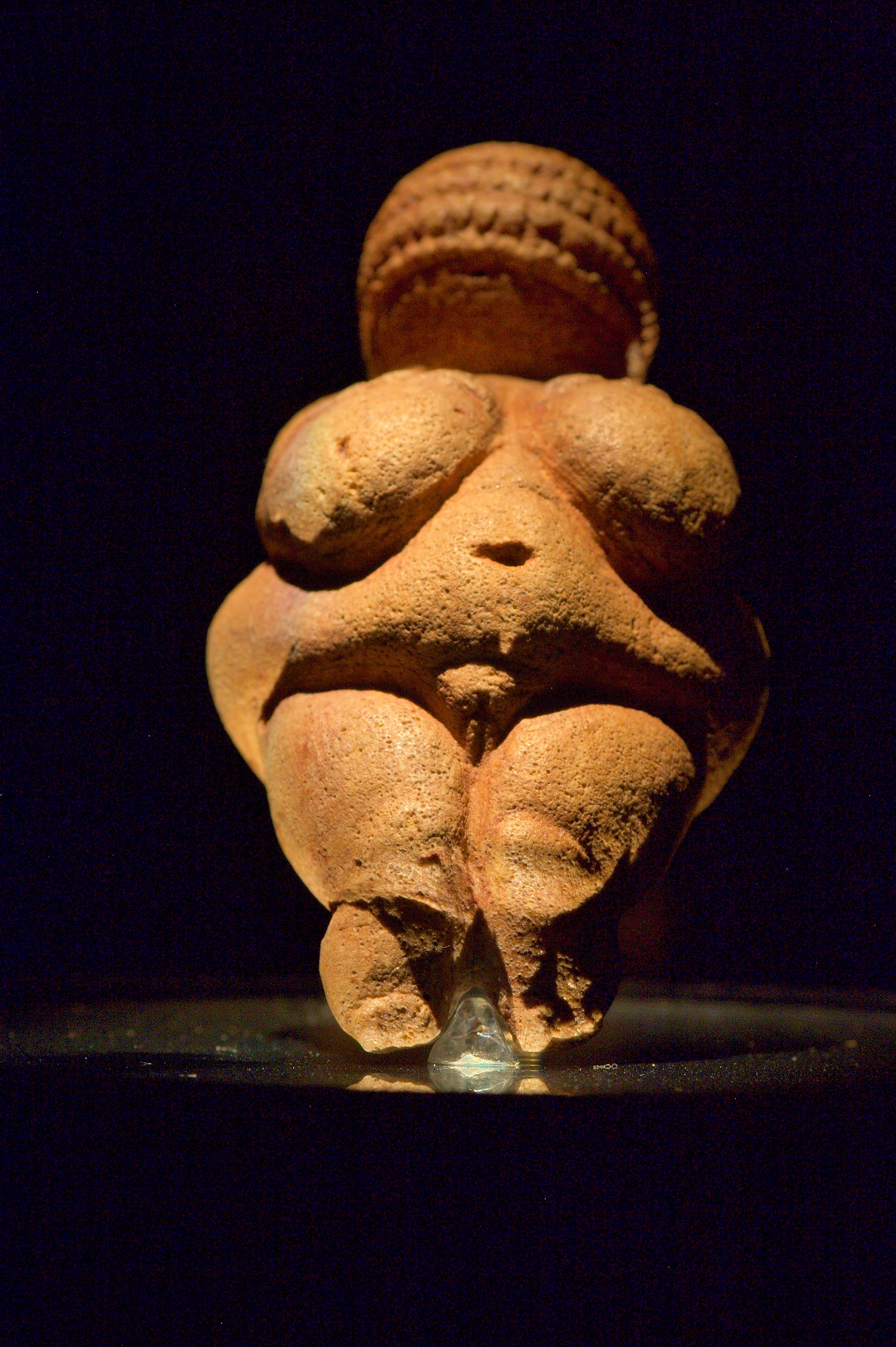
Venus de Willendorf, de front.
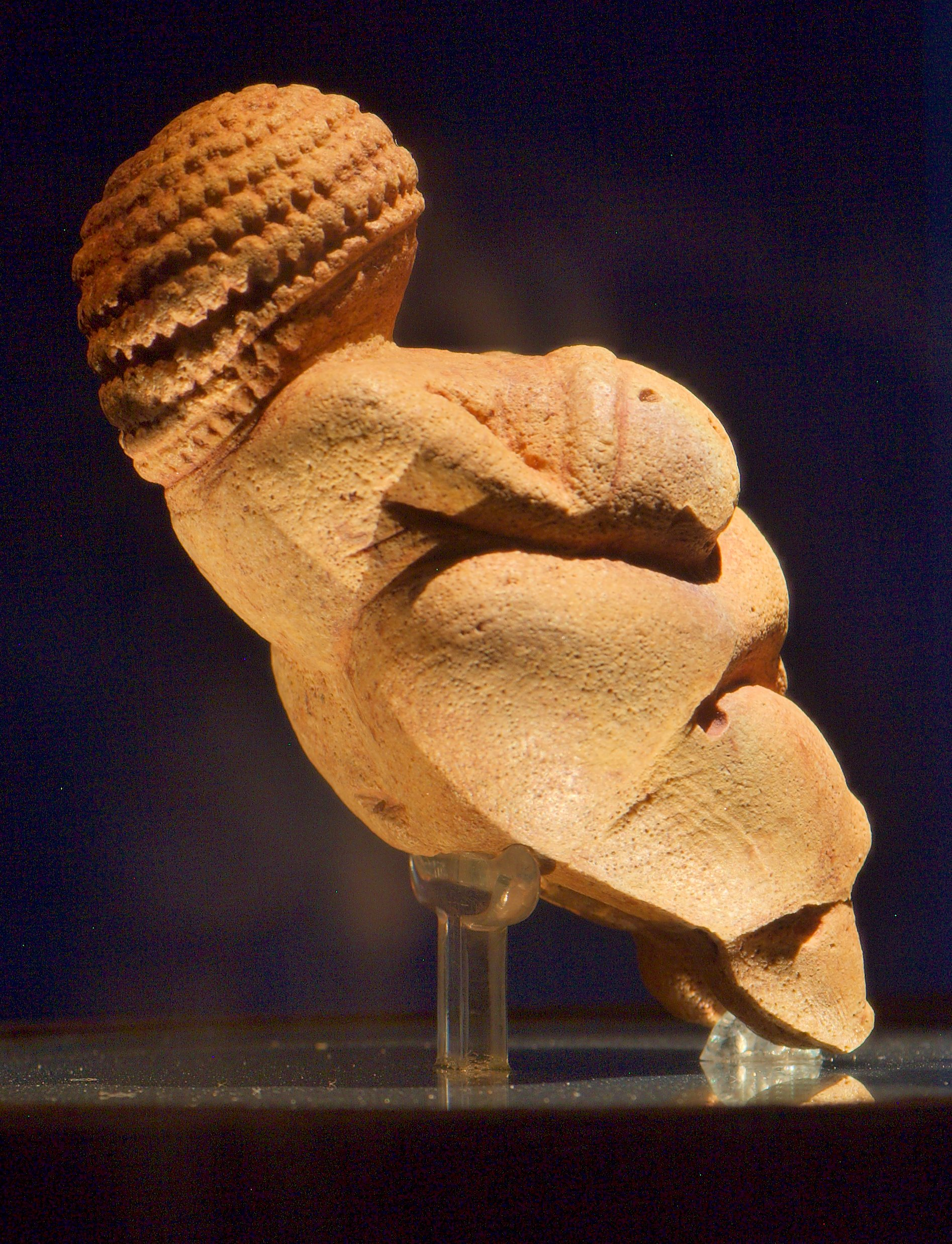
Venus de Willendorf, de perfil.